# Hörsal

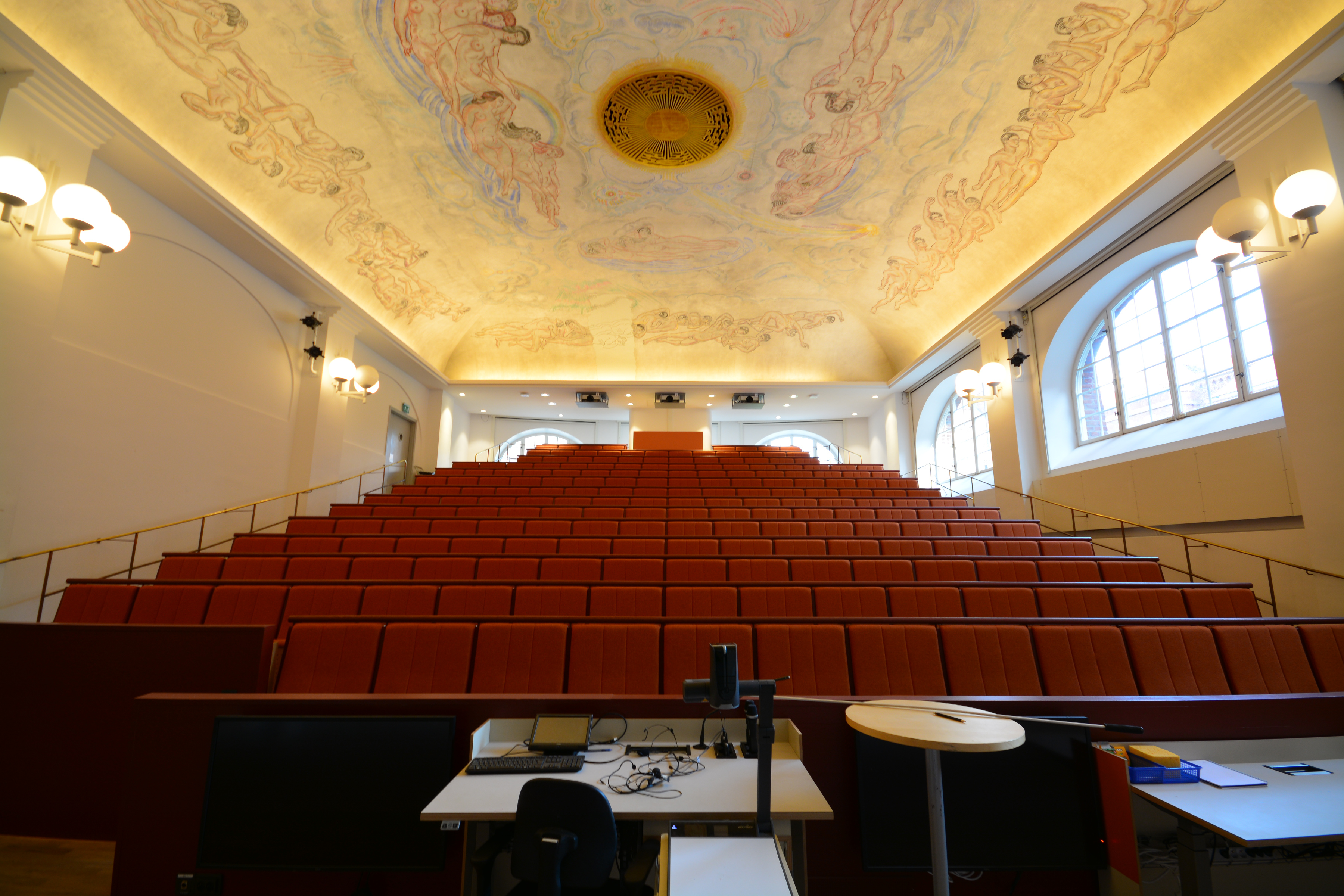
Hörsal E1 på KTH i Stockholm med takmålning av Axel Törneman.

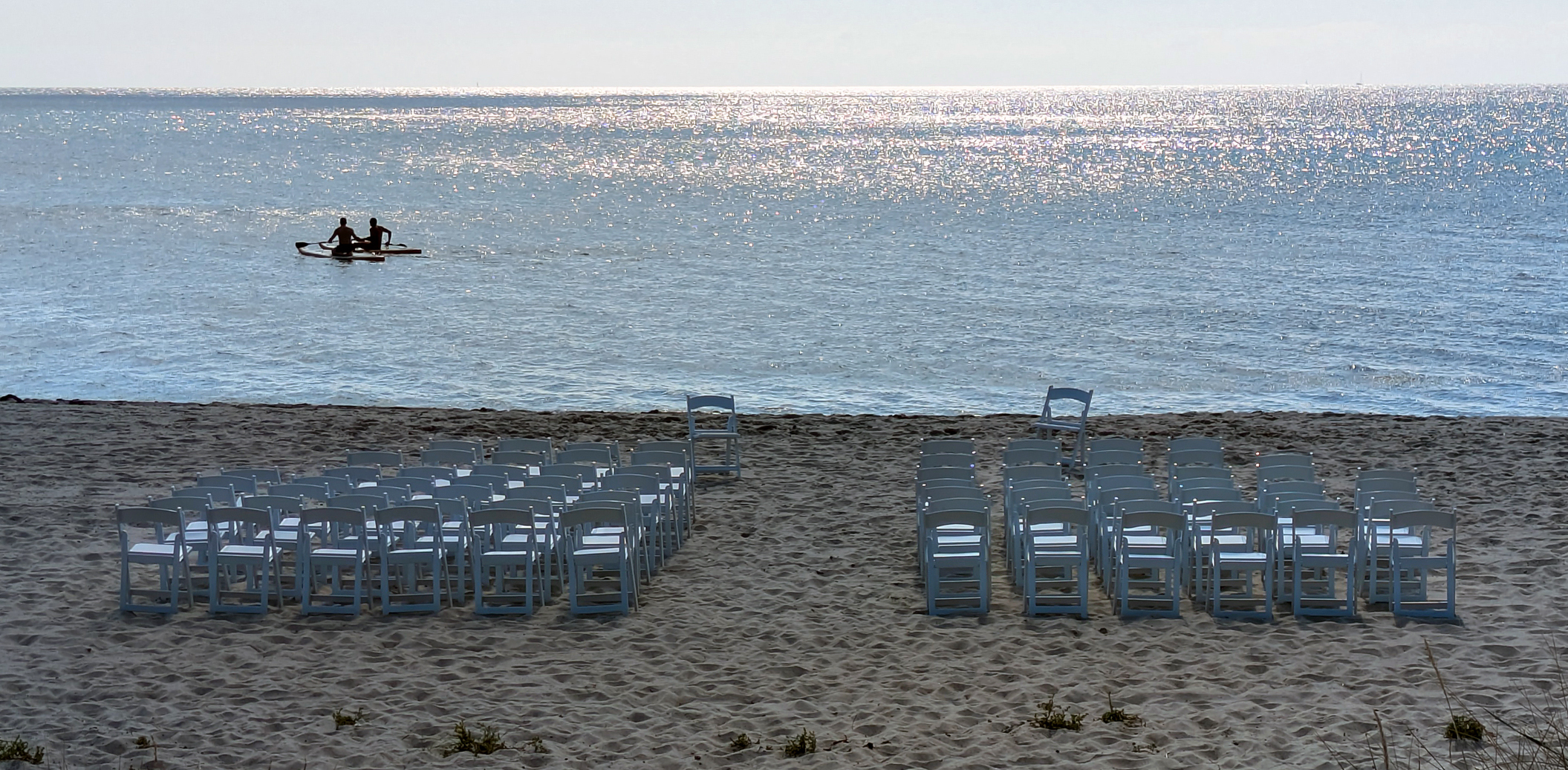
En tillfällig frilufts-hörsal vid Ystad Saltsjöbad 16 aug 2025.

En hörsal är ett större rum eller sal för föreläsningar och undervisning på universitet, högskolor, konferensanläggningar och liknande. En hörsal är i regel utrustad med sittmöbler med individuella skrivplatser. För att förbättra åhörarnas sikt mot föredragshållaren och dennes föreläsningsmaterial är sittraderna ibland anordnade som gradänger. Medan äldre hörsalar var utrustade med skrivtavla och filmduk förfogar moderna hörsalar över tekniska anordningar för multimedia och interaktiv skrivtavla.
Ordet "hörsal" är belagt i svenska språket sedan 1746.